# Давиденко, Василий Александрович
Василий Александрович Давиденко (род. 17 марта 1970, Тбилиси) — российский профессиональный шоссейный велогонщик. Чемпион России в групповой гонке 1996 года. Чемпион России по велокроссу 1998 года. Член Олимпийской сборной России на Олимпиаде в Атланте. После завершения карьеры гонщика трудится спортивным директором в велокомандах.